# Andrássy Kálmán
Andrássy Kálmán (Tarcal, 1852. október 13. – Buj, 1937. április 1.) református lelkész, író.

## Élete
A Zemplén vármegyei Tarcal mezővárosban született, 1852. október 13-án.
Apja nemes Andrássy István földbirtokos; 1833-tól a tarcali református egyházközség egyháztanácsának tagja volt, 1853-ban szolgálataiért az egyháztanács neki ítélte meg a szószék melletti szék ülésjogát, majd 1882-ben a tarcali református egyházközség főgondnoka lett; 1874-ben Tarcal mezőváros helyettes városbírója volt, 1885-ben a város városbírója lett. Apai nagynénje Czike Istvánné nemes Andrássy Mária, Czike István kenézlői református lelkész felesége volt.
Anyja Miklós Judit háztartásbeli; Miklós Pál lánya, aki 1831 és 1847 között több alkalommal is Tarcal mezőváros városbírója volt, 1853-ban a tarcali református egyházközség főgondnoka lett.
Andrássy Kálmán gyermekkorát szülővárosában, Tarcalon töltötte, ahol mély, református neveltetésben részesült. Az elemi iskola elvégzése után tanulmányait a Sárospataki Református Teológiai Akadémián folytatta, ahol 1876-ban szerezte meg diplomáját. A diplomát követően a nyírségi Őr községben szolgált mint káplán. Itt ismerkedett meg nemes komoróczi, bicskei és császári Komoróczy István földbirtokossal, aki neki adta lánya, Ilona kisasszony kezét. Az esküvőt követően a Tiszántúli Református Egyházkerület 1879-ben a Közép-szabolcsi Református Egyházmegyéhez tartozó Buj község lelkészi szolgálatával bízta meg. Az Egyházkerület később, 1914-ben tanácsbíróvá, 1917-ben zsinati póttaggá választotta.
Egyházi pályafutása mellett az irodalomban is képviseltette magát. A Magyar Protestáns Irodalmi Társaság tagja volt. Adorján Balázs és Soós Lajos álnéven egyaránt publikált vallás- és társadalomfilozófiai írásokat többek között a Nyírvidék és a Protestáns Egyházi és Iskolai Lap folyóiratokban. A környéken végzett falukutatással foglalkozó dolgozataira Borovszky Samu történész mellett Darányi Ignác földművelésügyi miniszter is hivatkozott publikációiban.
Foglalkoztatta a népi szociális politika és a kultúra. Az Amerikai Egyesült Államokban tanuló fiúgyermekének tapasztalataira támaszkodva amerikai stílusú iskolát hozott létre Bujon, valamint szorgalmazta a helyi felnőttoktatást is. Felesége, Komoróczy Ilona asszony részt vett a tarcali óvoda megalapításában és a térség más kulturális és karitatív eseményein.
Andrássy Kálmán végül 1931-ben vonult nyugdíjba, ekkor már több mint fél évszázada – 52 éve – szolgálta a buji református egyházközséget. Munkásságáért a magyar állam a Ferenc József-rend lovagkeresztjével tüntette ki. A köztiszteletben álló lelkész 85 évesen hunyt el végelgyengülésben, 1937. április 1-jén. Az egyházközség tájékoztatása szerint a síremléke nem maradt fenn, mert a temetőt felszámolták és a helyére családi házakat építettek.

## Művei
- A községi hitelszövetkezetekről (Debrecen, 1898.)
- 25 év a buji ev. ref. egyház életéből, 1879-1904 (Nyíregyháza, 1904)
- Szövetkezeti munka eredményei egyházi életünkben (Budapest, 1908.)
- Kálvin János lelki világa (Nyíregyháza, 1917.)
- Feltámadás (Budapest, 1918)
- Emlékkönyv a reformáció negyedszázados fordulója alkalmából a buji ref. egyházban tartott ünnepélyről (Nyíregyháza, 1918.)
- Bibliamagyarázatok (Tahitótfalu, 1926.)
- Szenvedéstől a diadalomig (Tahitótfalu, 1927.)